# Heslington St Lawrence
Heslington St Lawrence var en civil parish från 1866 till 1884 då den blev en del av Heslington, i grevskapet East Riding of Yorkshire (nu North Yorkshire), i England. Civil parish hade 254 invånare år 1881.